# Krista Phillips
Krista Phillips (18 de maio de 1988) é uma basquetebolista profissional canadense.

## Carreira
Krista Phillips integrou a Seleção Canadense de Basquetebol Feminino em Londres 2012 que terminou na oitava colocação.